# Piscacris
Piscacris är ett släkte av insekter. Piscacris ingår i familjen Pyrgomorphidae.
Kladogram enligt Catalogue of Life:
| Piscacris | \| \| Piscacris affinis \| \| \| \| \| \| Piscacris robertsi \| \| \| \| |
|           | \| \| Piscacris affinis \| \| \| \| \| \| Piscacris robertsi \| \| \| \| |
|           | Piscacris affinis                                                        |
|           |                                                                          |
|           | Piscacris robertsi                                                       |
|           |                                                                          |